# Pelagothuria
Pelagothuria is een geslacht van zeekomkommers, en het typegeslacht van de familie Pelagothuriidae.

## Soorten
- Pelagothuria natatrix Ludwig, 1893